# Martigny (Zwitserland)
Martigny is een stad in Zwitserland, de tweede stad van het kanton Wallis. Het is onder andere bekend, omdat het op de route naar Verbier en naar de Grote Sint-Bernhardpas ligt.

## Ligging
Martigny ligt tegen het Rhônedal aan, op de plaats waar de Rhône globaal een bocht vanuit het oosten naar het noorden in de richting van het Meer van Genève maakt. Het ligt daar langs de rivier de Dranse, die uit de bergen van de kant van Verbier en de Grote Sint-Bernhardpas komt en na Martigny in de Rhône uitkomt. Het karakter van de stad wordt door de ligging tussen de bergen bepaald, de bergen in de omgeving zijn de les Diablerets, de Dents du Midi en de Walliser Alpen. Martigny ligt aan de voet van de Col de la Forclaz naar Chamonix-Mont-Blanc in Frankrijk naar het westen en aan de voet van de Grote Sint-Bernhardpas naar Italië naar het zuiden.
De gemeente Martigny is op 1 augustus 1964 in zijn huidige vorm ontstaan door de fusie van de toenmalige zelfstandige gemeenten Martigny-Ville, het huidige centrum, en Martigny-Bourg. Ook Martigny-Bourg is nog duidelijk te herkennen. Martigny-Combe ligt ten opzichte van Martigny langs de Dranse stroom op. Zij vormen samen één stad, hoewel het twee aparte gemeenten zijn. Tegen de Col de la Forclaz op ligt in Martigny-Combe het deel van Martigny waar de helling het meeste stijgt.

## Geschiedenis
Martigny was al in de tijd van de Romeinen een vestingstad, het heette toen Octodurus. In 57 v.Chr. hielden de Romeinen er onder aanvoering van Servius Galba stand bij een belegering van hun vesting. In de 2e eeuw was de vestingstad het grootst. Uit die tijd dateren de funderingen van Romeinse huizen aan de rue du Forum en het amfitheater, dat in 1978 grondig is gerestaureerd. Het embleem van Martigny is een minotaurus.
Er bestond reeds in de 4e eeuw in Martigny een bisdom. De zetel van dit bisdom verhuisde in de 6e eeuw naar Sion. Sinds de 8e eeuw maakte het bisdom deel uit van de kerkprovincie Tarentaise, uit de streek die nu Savoye heet.
In de 13e eeuw werd op een strategische plaats boven La Bâtiaz een fort met een donjon gebouwd, het Château de la Bâtiaz. Vanaf de donjon is er een ver uitzicht op het Rhônedal, naar het oosten en naar het noorden. De laatste keer werd het in 1717 voor de verdediging gebruikt. De honderd jaar daarna was het aan verval onderhevig, totdat in de 19e eeuw ermee werd begonnen de toren te restaureren.
Napoleon moest voor zijn veldtocht naar Egypte in het jaar 1800 met zijn leger de Alpen overtrekken. Als bergpas om over te steken koos hij de Grote Sint-Bernhardpas. Hij reisde met zijn leger langs het Meer van Genève, aan de kant van Lausanne, en door Martigny. Van 15 tot 20 mei van dat jaar trok zijn leger over de Grote Sint-Bernhardpas. Napoleon verliet op 19 mei Martigny, om zijn leger te volgen.

## Cultuur
De voertaal is het Frans.
In het museum Fondation Pierre Gianadda zijn er behalve de vaste tentoonstellingen wisselende tentoonstellingen van bekende beeldende kunstenaars.
In juli 2006 is in Martigny een tweede museum geopend: het St. Bernhardmuseum. Het nieuwe museum, dat naast het amfitheater ligt, is gewijd aan de Grote Sint-Bernardpas en aan de bekende Sint-Bernardshonden, waarvan er een aantal in het museum rondloopt.

## Verkeer
Martigny is een verkeersknooppunt. Al het verkeer, dat van het Rhônedal over de weg naar de Grote Sint-Bernhardpas, naar de Col de la Forclaz of naar Verbier gaat, komt door Martigny. Langs de oude weg door Martigny naar deze passen ligt het centrale plein. Ondertussen wordt doorgaand verkeer langs de stad geleid, het centrale plein is voetgangersgebied, met maar beperkt doorgaand verkeer.
Martigny ligt aan de spoorlijn Lausanne - Brig. Van het station langs deze lijn, Station Martigny, beginnen ook de spoorlijn Martigny - Châtelard en de spoorlijn Martigny - Orsières. Aan de verbinding naar Orsières liggen in Martigny de stations Martigny-Bourg en Martigny-Croix.

## Afbeeldingen
|  |  |  |

## Partnersteden
- Sursee
- Vaison-la-Romaine

## Geboren
- Hélène Smith (1861-1929), helderziende
- Mimi Brühlmann (1913-1998), hotelierster
- François Couchepin (1935-2023), politicus
- Léonard Gianadda (1935-2023), stichter van de Fondation Gianadda
- Roger Chappot (1940-2020), ijshockeyer
- Pascal Couchepin (1942), politicus
- Stéphane Lambiel (1985), kunstrijder
- Sébastien Reichenbach (1989), wielrenner
- Justin Murisier (1992), alpineskiër
- Antoine Debons (1998), wielrenner

## Overleden
- Marcel Lefebvre (1905-1991), priester
- Mimi Brühlmann (1913-1998), hotelierster
- Maurice Chappaz (1916-2009), schrijver

- Bibliothèque nationale de France: cb120877074 (data)
- Gemeinsame Normdatei: 4074603-3
- Historisch woordenboek van Zwitserland: 002732
- MusicBrainz: 25eafb47-a05b-480f-93f5-2ca6ebd77ee1
- Système universitaire de documentation: 029201063
- Virtual International Authority File: 156144648643034289128

Bovernier · Fully · Isérables · Leytron · Martigny · Martigny-Combe · Riddes · Saillon · Saxon · Trient